# محاصره نصیبین (۲۵۲)
محاصره نصیبین اشاره به جنگی بین شاهنشاهی ساسانی و امپراتوری روم دارد که در سال ۲۵۲ میلادی درگرفت. در این جنگ شاهنشاهی ساسانی تحت فرمان شاپور یکم شهر رومی نصیبین را تحت محاصره خود درآورد و موفق شد آن را تسخیر کند.